# 利比亚国旗
利比亞國旗（阿拉伯语：‎）是利比亞的國家象徵之一，現行的國旗於2011年8月3日重新啟用，是為紅、黑、綠三色橫旗，黑色帶子中央有新月和五芒星。這面旗幟曾於利比亞王國時期使用，其後因利比亞前最高領導人穆阿迈尔·卡扎菲推翻王朝而停用。2011年8月20日，利比亞全国过渡委员会成功攻下的黎波里，並獲得聯合國承認，利比亞王國時期的國旗得以重新採用。并在2011年8月3日发布的《利比亚过渡阶段宪法宪章草案》第三条中恢复了该国旗。

## 歷史

### 鄂圖曼帝國時期
在意大利入侵之前，利比亞是鄂圖曼帝國的領土，國旗以紅色為底色，紅色旗面中央有一彎新月和一顆五角星。

### 意屬利比亞時期
自1911年起，利比亞成為意大利的殖民地，國旗與當時的意大利國旗一樣，旗面由綠、白、紅三個平行相等的豎長方形相連構成，中央繪有薩伏依盾形徽章。另外，為對抗意大利，部份利比亞人於1918年11月16日在西部的黎波里塔尼亞自行成立「的黎波里塔尼亞共和國」，國旗底色為淺藍色，中間有一棵綠色的棕櫚樹，棕櫚樹上有一顆白色星星。自共和國於1922年11月12日覆亡後，這面國旗已不再使用。（國旗模樣（页面存档备份，存于））

### 利比亞王國時期
利比亞王國於1951年12月24日正式建立，其國旗也於同時採用，國旗是紅、黑、綠三色橫旗。中間黑色帶子代表昔蘭尼加地區，闊度是紅色和綠色帶子的兩倍。黑色帶子中央的新月和五芒星是多數阿拉伯穆斯林國家的傳統標誌，這個設計來源自塞努西穆斯林教派黑底新月五芒星旗。紅色帶子代表費贊地區，亦象徵人民的鮮血；而綠色帶子代表的黎波里塔尼亞地區和伊斯蘭教，亦是繁榮的象徵。

### 阿拉伯利比亞共和國時期
1969年9月1日，卡達菲領導的利比亞軍隊發動了武裝政變，建立阿拉伯利比亞共和國。國旗變更為泛阿拉伯紅、白、黑三色平行的阿拉伯解放旗。
该旗帜與當時的埃及、伊拉克、敘利亞及也門國旗相近。

### 阿拉伯聯邦共和國時期
1972年，利比亞加入阿拉伯聯邦共和國，與埃及和敘利亞共同使用图案极其相似的國旗。國旗亦是紅、白、黑橫旗，中央的老鷹圖樣為國徽，又稱為「薩拉丁之鹰」，鷹爪下方的文字則是用阿拉伯語寫的國名。

### 大阿拉伯利比亞人民社會主義民眾國時期
1977年，埃及總統沙達特出訪以色列，以尋求兩國和解。這在阿拉伯世界引起震驚，卡達菲亦極為不滿，於是與敘利亞一同退出阿拉伯聯邦共和國，並在3月2日將利比亞官方國名改為「阿拉伯利比亞人民社會主義民眾國」。由於事出突然，沒時間設計新國旗，所以卡達菲同日直接改用全綠色的國旗。國旗沒有其它的設計、徽章或其他細節，是歷史上少數以一種顏色為國旗的國家（相同例子包括英國入侵前的阿富汗（黑旗）以及塔利班時期的白旗。）
綠色除了反映出利比亞以伊斯蘭教為主要宗教外，也象徵著利比亞官方民族色彩、以及卡達菲1969年的「綠色革命」，並表示與信奉猶太教的以色列是敵人。
1986年，利比亚再度改国号為「大阿拉伯利比亞人民社會主義民眾國」，旗帜依旧为全绿色。
2011年利比亞起義期間，一些反卡達菲示威者、和一些不再支持卡扎菲政权的利比亚驻外使館，在公開場合中使用了利比亞王國時期的國旗，但三條顏色帶子的闊度是均等的。

### 利比亚国
2011年8月20日，利比亞全国过渡委员会成功攻下的黎波里。同年9月，利比亚全国过渡委员会的地位獲得聯合國承認，取代大阿拉伯利比亞人民社會主義民眾國成為利比亞在聯合國的合法代表。同時，全国过渡委员会通知聯合國，該委員會已經把該國的國名更改為「利比亞」，國旗也改用利比亞王國時期的設計。10月20日，格達費被殺，大阿拉伯利比亞人民社會主義民眾國政權垮台，其綠底國旗自此停用，在歐美國家或某些國家都被禁用，甚至有些國家立法在公開場合展視這類旗是犯法的。2013年1月9日利比亚国民议会正式批准停止使用大阿拉伯利比亞人民社會主義民眾國国号名称的决定，国民议会批准了“利比亚国”（State of Libya）作为现国名，在新宪法确立以前，将一直使用这一国名。

## 旗幟列表

### 歷代國旗
| 國旗 | 國家               | 使用           |
| ---- | ------------------ | -------------- |
|      | 奥斯曼帝国属地时期 | 1833年－1911年 |
|      | 的黎波里塔尼亚     | 1833年－1911年 |
|      | 意属利比亚         | 1911年－1947年 |
|      | 昔兰尼加           | 1947年－1951年 |

| 國旗 | 國家                             | 使用           |
| ---- | -------------------------------- | -------------- |
|      | 利比亞王國                       | 1951年－1969年 |
|      | 阿拉伯利比亞共和國               | 1969年－1972年 |
|      | 阿拉伯聯邦共和國                 | 1972年－1977年 |
|      | 阿拉伯利比亞人民社會主義民眾國   | 1977年－1986年 |
|      | 大阿拉伯利比亚人民社会主义民众国 | 1986年－2011年 |

| 國旗 | 國家                 | 使用           |
| ---- | -------------------- | -------------- |
|      | 利比亞全國過渡委員會 | 2011年         |
|      | 利比亞全國過渡委員會 | 2011年         |
|      | 利比亚               | 2011年         |
|      | 利比亞國民议會       | 2012年－2014年 |
|      | 利比亞國             | 2011年至今     |

### 地方旗幟

的黎波里塔尼亚、费赞和昔兰尼加三个地区

- 的黎波里塔尼亞
1918年－1922年
- 昔兰尼加
1947年－1951年
- 费赞
1943年－1951年
- 苏尔特省
1973年－2011年

### 其他旗帜

#### 军旗

利比亚国民解放军使用的军旗
利比亚武装力量使用的海军旗
利比亚海岸警卫队旗帜
利比亚国民军使用的非正式军旗
利比亚空军使用的空军旗
利比亚海军旗

##### 历史上利比亚武装力量的军旗和其他旗帜

阿拉伯利比亚民众国海军旗帜
阿拉伯联邦共和国海军旗
利比亚王国国王的旗帜
利比亚王国3:2版本
利比亚全国过渡委员会旗帜（2011）
利比亚全国过渡委员会使用的另一面旗帜
1974年擬議的阿拉伯伊斯蘭共和國旗幟

### 利比亚国旗时间轴

意屬利比亞 (1934－1942)
英国军事管理占领时期 (1942－1951)
利比亚王国 (1951－1969)
阿拉伯利比亚共和国 (1969－1972)
阿拉伯联邦共和国 (1972－1977)
大阿拉伯利比亚人民社会主义民众国 (1977－2011)
利比亚国(2011－)
大阿拉伯利比亚人民社会主义民众国 (1977－2011)及利比亚国(2011－)

### 旗帜概览
|                       |                               |                                           |                                             |                 |
| 1951－1969 利比亚王国 | 1969－1972 阿拉伯利比亚共和国 | 1972－1977 阿拉伯利比亚人民社会主义民众国 | 1977－2011 大阿拉伯利比亚人民社会主义民众国 | 2011－ 利比亚国 |

## 參看
- 利比亚国徽
- 利比亞國歌
- 利比亚